# Roberto Coll
Roberto Emilio Coll Marengo (Buenos Aires, Argentina, 10 de abril de 1925 - Buenos Aires, Argentina, 1 enero de 2013) fue un futbolista argentino. Jugaba de entreala derecho y delantero, desarrollando gran parte de su carrera en el club Palestino de Chile.

## Trayectoria
Su trayectoria como futbolista empezó en el River Plate en 1943, pero no debutó en el primer equipo hasta 1945. En esos años River Plate era conocido como La Máquina, ya que ganó varios campeonatos en la década de 1940 y es considerado uno de los mejores equipos de la historia del fútbol argentino. Roberto Coll era una reserva, encargado de sustituir a jugadores como José Manuel Moreno, Adolfo Pedernera y Ángel Labruna entre otros. En 1949, José Manuel Moreno cruza la cordillera para jugar en Universidad Católica. A partir de ese momento, se mantuvo como titular hasta mediados de 1950.
En 1950, junto a un número elevado de jugadores argentinos se trasladó a Colombia, al Deportivo Cali, en la época conocida como El Dorado del fútbol Colombiano. Con la formación verde y blanco destacó en su segunda temporada en 1951, anotando 19 goles en 34 partidos.
En 1953, es contactado por el entonces técnico argentino de Palestino, Antonio Ciraolo, para llegar a Chile. En principio, solo venía por tres años, pero terminó quedándose por más de tres lustros. Su juego elegante, su improvisación en el campo de juego y el ascendiente que tenía sobre sus compañeros llamaron positivamente la atención del medio futbolístico. De hecho, se le considera el principal referente del equipo palestinista campeón en 1955, donde fue secundado por otros ilustres como Rodolfo Tano Almeyda, José "Peta" Fernández y Guillermo "Yemo" Díaz. En 1968, una severa lesión en la rodilla apuró la decisión de su retiro del fútbol profesional, tras 16 temporadas y a la edad de cuarenta y tres años siempre con la camiseta tricolor. En Palestino mantiene el récord de 385 partidos jugados en Primera División, con 133 goles convertidos.
Roberto Coll es uno de los mejores futbolistas extranjeros que han jugado en Chile sino el mejor, junto a Oscar Fabbiani son acaso los máximos referentes en la historia en Palestino.

## Clubes
| Club           | País      | Año       |
| -------------- | --------- | --------- |
| River Plate    | Argentina | 1943-1950 |
| Deportivo Cali | Colombia  | 1950-1952 |
| Palestino      | Chile     | 1953-1968 |

## Palmarés

### Campeonatos nacionales
| Título           | Club        | País      | Año  |
| ---------------- | ----------- | --------- | ---- |
| Primera División | River Plate | Argentina | 1945 |
| Primera División | River Plate | Argentina | 1947 |
| Primera División | Palestino   | Chile     | 1955 |